# Lista odmian jabłoni
Lista odmian jabłoni – odmiany uprawne jabłoni zaliczane do gatunku zbiorowego – jabłoń domowa (Malus domestica Borkh.). Powstawały od kilku tysięcy lat w wyniku wielokrotnego krzyżowania z wykorzystaniem różnych gatunków z Europy południowo-wschodniej i Azji południowo-zachodniej. Tak długa historia działalności hodowlanej sprawia, że precyzyjne ustalenie pochodzenia gatunku jest bardzo trudne.
Niektóre źródła istotną rolę przypisują zwłaszcza dwóm gatunkom: jabłoni niskiej (M. pumila Mill.) i jabłoni dzikiej (M. sylvestris (L.) Mill.). Inne: jabłoni wschodniej (M. orientalis Uglitzk.), jabłoni Sieversa (M. sieversii M. Roem.) i M. praecox (Pall.) Borkh. oraz w pewnym tylko stopniu jabłoni dzikiej (M. sylvestris). Jabłoń Sieviersa uznawano za główne źródło genomu współczesnych odmian bazując na morfologii, badaniach molekularnych oraz dowodach historycznych. Jednak badania genetyczne dowodzą, że odmiany uprawne są najbliżej spokrewnione z jabłonią dziką, co jest efektem długotrwałej hodowli mieszańców z tym gatunkiem i pierwotnych odmian bazujących na środkowoazjatyckiej jabłoni Sieversa. Potwierdzono też obecność genów jabłoni jagodowej (M. baccata Borkh.). Ci sami autorzy dowodzą, że sekwencja nukleotydów w DNA pozwala uznać M. sieversii i M. domestica za taksony posiadające wspólną pulę genową, identyfikowalną z M. pumila.
Najstarsze informacje o wielkoowocowych odmianach pochodzą z wykopalisk w Turcji w Chatal Huyak datowanych na 4500 lat p.n.e. W Odysei (1200 lat p.n.e.) Homer opisując sad Odyseusza na wyspie Itaka wspomina o 10 odmianach jabłoni. Obecnie w uprawie na świecie jest ponad 10 tysięcy odmian uprawnych jabłoni.
Według danych FAO w 2012 roku na świecie wyprodukowano ponad 76,3 mln ton jabłek, na powierzchni 4,8 mln ha, co daje 13-procentowy udział w produkcji wszystkich owoców. Najwięcej owoców wyprodukowano w Azji (49 mln ton) i w Europie (15 mln ton), natomiast spośród krajów w Chinach (37 mln ton) i w Stanach Zjednoczonych (4,1 mln ton).

## Lista odmian
| Nazwa odmiany                                 | Autor, kraj pochodzenia, rok                                      | Pochodzenie                                               | Pora dojrzewania  | Przydatność                  | Zdjęcie |
| --------------------------------------------- | ----------------------------------------------------------------- | --------------------------------------------------------- | ----------------- | ---------------------------- | ------- |
| Adams's Pearmain                              | Wielka Brytania, 1826                                             | siewka nieznanego pochodzenia                             | odmiana jesienna  | amatorska                    |         |
| Akane                                         | Japonia, 1937                                                     | Jonathan × Worcester Permain                              | odmiana jesienna  | amatorska                    |         |
| Alkmene                                       | Niemcy, 1930                                                      | Dr Oldenburg × Koksa Pomarańczowa                         | odmiana jesienna  | amatorska                    |         |
| Alwa                                          | A. Rejman, W. Dzięcioł, Polska, 1956                              | siewka Macoun                                             | odmiana jesienna  | towarowa i amatorska         |         |
| Ananas Berżenicki                             | Adam Hrebnicki-Doktorowicz, Litwa                                 | siewka nieznanego pochodzenia                             | odmiana letnia    | amatorska, odmiana zagrożona |         |
| Antonówka                                     | Rosja                                                             | siewka nieznanego pochodzenia                             | odmiana jesienna  | towarowa i amatorska         |         |
| Arlet                                         | Szwajcaria, 1958                                                  | Golden Delicious × Idared                                 | odmiana jesienna  | towarowa i amatorska         |         |
| Bankroft                                      | Kanada, 1850                                                      | McIntosh × Forrest                                        | odmiana zimowa    | towarowa i amatorska         |         |
| Boiken                                        | Niemcy, 1828                                                      | siewka nieznanego pochodzenia                             | odmiana zimowa    | towarowa i amatorska         |         |
| Boskoop                                       | Ottolander, Holandia, 1850                                        | siewka nieznanego pochodzenia                             | odmiana zimowa    | towarowa i amatorska         |         |
| Braeburn                                      | Nelson, Nowa Zelandia, 1952                                       | siewka Lady Hamilton                                      | odmiana zimowa    | towarowa                     |         |
| Close                                         | C.P. Close, Arlington, USA 1946                                   | siewka nieznanego pochodzenia                             | odmiana letnia    | amatorska                    |         |
| Cortland                                      | Stacja doświadczalna Uniwersytetu Cornella, USA, 1898             | McIntosh × Ben Davies                                     | odmiana zimowa    | towarowa i amatorska         |         |
| Delbarestivale (Delcorf)                      | G. Delbard, Francja, 1956                                         | Stark Jongrimes × Golden Delicious                        | odmiana letnia    | towarowa i amatorska         |         |
| Delikates                                     | Stacja doświadczalna UP Poznań, M. Maćkowiak, Polska, 1964        | James Grieve × Cortland                                   | odmiana jesienna  | towarowa i amatorska         |         |
| Discovery                                     | Dulmer, Langham Essex, Anglia, 1949                               | siewka Worcester Permain                                  | odmiana letnia    | amatorska                    |         |
| Early Geneva                                  | USA, New York State Agricultural Experiment Station, Geneva, 1982 | Quinte’ i ‘Julyred’                                       | odmiana letnia    | typowo amatorska             |         |
| Elstar                                        | Wageningen University & Research, Holandia, 1955                  | Golden Delicious × Ingid Marie                            | odmiana jesienna  | towarowa                     |         |
| Fantazja                                      | A. Rejman, Polska 1944                                            | McIntosh × Linda                                          | odmiana jesienna  | towarowa i amatorska         |         |
| Fiesta                                        | F. Alston, Anglia 1972                                            | Koksa Pomarańczowa × Idared                               | odmiana jesienna  | towarowa i amatorska         |         |
| Florina                                       | Université d’Angers, Francja 1976                                 | Jonathan × No 612-1 (Rome Beauty × Malus floribunda 821)  | odmiana zimowa    | towarowa i amatorska         |         |
| Fuji                                          | Stacja Doświadczalna Fujisaki Aomori, Japonia 1938                | Ralls Janet × Red Delicious                               | odmiana zimowa    | towarowa                     |         |
| Gala                                          | J.H. Kidd, Nowa Zelandia, 1962                                    | Kidd's Orange Red × Golden Delicious                      | odmiana zimowa    | towarowa                     |         |
| Gloster                                       | Stacja doświadczalna Jork, Niemcy, 1951                           | Glockenapfel × Richared Delicious                         | odmiana zimowa    | towarowa                     |         |
| Goldstar                                      | J. Tupy, Czechy, 1984                                             | Rubin × Vanda                                             | odmiana zimowa    | towarowa i amatorska         |         |
| Golden Delicious                              | A.H. Mullins, USA, 1890                                           | siewka Golden Grimes                                      | odmiana letnia    | towarowa                     |         |
| Granny Smith                                  | T. Smith, Australia, 1868                                         | siewka nieznanego pochodzenia                             | odmiana zimowa    | towarowa                     |         |
| Grochówka (niem. Bohnapfel)                   | Niemcy, ok. 1800                                                  | siewka nieznanego pochodzenia                             | odmiana zimowa    | amatorska, odmiana zagrożona |         |
| Idared                                        | Stacja doświadczalna Uniwersytetu Idaho, USA, 1942                | Jonathan × Wagener                                        | odmiana zimowa    | towarowa i amatorska         |         |
| James Grieve                                  | J. Grieve, Szkocja, 1890                                          | siewka Potta                                              | odmiana letnia    | towarowa i amatorska         |         |
| Jonagold                                      | USA, New York State Agricultural Experiment Station, Geneva, 1942 | Jonathan × Golden Delicious                               | odmiana zimowa    | towarowa                     |         |
| Katja                                         | Instytut Sadownictwa Balsgård, Szwecja, 1947                      | James Grieve × Worcester Permain                          | odmiana letnia    | amatorska                    |         |
| Koksa Pomarańczowa (ang. Cox's Orange Pippin) | Anglia, 1846                                                      | siewka Peppiny Ribstona                                   | odmiana jesienna  | amatorska                    |         |
| Kosztela                                      | Polska, 1590                                                      | siewka nieznanego pochodzenia                             | odmiana jesienna  | amatorska                    |         |
| Kronselska (fr. Transparente de Cronsels)     | C. Baltet, Francja, 1869                                          | siewka Antonówki                                          | odmiana letnia    | amatorska, odmiana zagrożona |         |
| Ligol                                         | ISK, Polska, 1978                                                 | Linda × Golden Delicious                                  | odmiana zimowa    | towarowa i amatorska         |         |
| Lobo                                          | Kanada, 1900                                                      | siewka McIntosh                                           | odmiana jesienna  | towarowa                     |         |
| McIntosh                                      | J. McIntosh, Kanada, 1796                                         | siewka Famouse                                            | odmiana jesienna  | towarowa                     |         |
| Macoun                                        | USA, New York State Agricultural Experiment Station, Geneva, 1923 | McIntosh × Jersey Black                                   | odmiana zimowa    | towarowa                     |         |
| Malinowa Oberlandzka (Malinówka)              | Niemcy (Oberschwaben), 1854                                       | siewka nieznanego pochodzenia                             | odmiana jesienna  | amatorska, odmiana zagrożona |         |
| Melrose                                       | Stacja Doświadczalna Uniwersytetu Ohio, USA, 1932                 | Jonathan × Red Delicious                                  | odmiana zimowa    | towarowa i amatorska         |         |
| Papierówka (Oliwka Żółta, Oliwka Inflancka)   | Kraje bałtyckie                                                   | siewka nieznanego pochodzenia                             | odmiana letnia    | towarowa i amatorska         |         |
| Paulared                                      | USA                                                               | siewka odmiany McIntosh                                   | odmiana jesienna  | towarowa i amatorska         |         |
| Pinova (Corail, Pinata)                       | Instytut Juliusa Kühna, Desden-Pilnitz, Niemcy, 1986              | Clivia × Golden Delicious                                 | odmiana zimowa    | towarowa i amatorska         |         |
| Priam                                         | L.M. Decouryte, Francja, 1974                                     | Jonathan × No 14-126 (Rome Beauty × Malus floribunda 821) | odmiana zimowa    | towarowa i amatorska         |         |
| Rajka                                         | J. Tupy, Czechy, 1983                                             | Szampion × Katka                                          | odmiana jesienna  | towarowa i amatorska         |         |
| Reneta                                        |                                                                   | grupa odmian nieznanego pochodzenia                       | jesienne i zimowe | głównie amatorskie           |         |
| Reneta Ananasowa                              | Belgia lub Holandia, 1820                                         | siewka nieznanego pochodzenia                             | odmiana zimowa    | amatorska, odmiana zagrożona |         |
| Reneta Landsberska                            | Niemcy, 1840                                                      | siewka nieznanego pochodzenia                             | odmiana jesienna  | amatorska                    |         |
| Rubin                                         | O. Louda, Czechy, 1960                                            | Lord Lambourne × Golden Delicious                         | odmiana jesienna  | towarowa                     |         |
| Rubinette                                     | W. Hausenstein, Szwajcaria, 1966                                  | Koksa Pomarańczowa × Golden Delicious                     | odmiana zimowa    | towarowa i amatorska         |         |
| Rubinola                                      | J. Tupy, Czechy, 1980                                             | Prima × Rubin                                             | odmiana jesienna  | towarowa i amatorska         |         |
| Spartan                                       | R.C Palmer, Kanada, 1936                                          | McIntosh × Yellow Newton                                  | odmiana zimowa    | towarowa                     |         |
| Szampion                                      | O. Louda, Czechy, 1970                                            | Golden Delicious × Koksa Pomarańczowa                     | odmiana jesienna  | towarowa                     |         |
| Topaz                                         | J. Tupy, Czechy, 1984                                             | Rubin × Vanda                                             | odmiana zimowa    | towarowa i amatorska         |         |

## Odmiany oferowane do sprzedaży przezszkółkiw Polsce w 2018 roku
Lista zawiera odmiany, mutanty, klony i sporty – stan 2018 r.

- Alpigala
- Alwa
- Ambassy
- Ananas Berżenicki
- Antonówka
- Antonówka Półtorafuntowa
- Ariwa
- Arnika
- Beni Shogun
- Bigigalaprim
- Bohemia
- Boiken
- Boskoop
- Boskoop Bielaar
- Boskoop Red
- Braeburn
- Braeburn Arno
- Braeburn Mariri Red
- Bramley's Seedling
- Cap Red
- Camspur
- Celeste
- Cesarz Wilhelm
- Chopin
- Close
- Cortland
- Cortland Wicki
- Cosmic Crisp
- Cox’s La Vera
- Crimson Crisp
- Dabinett
- Daliclass
- Dalilight
- Dark Idol
- Dark Ligol
- Dark Rubin
- Delcorf Sissired
- Delela
- Delicious Red
- Delikates
- Discovery
- Early Geneva
- Early Red One – Erovan
- Ecolette
- Egremont Russet
- Eliza (Elise)
- Elpin
- Elshof
- Elstar
- Elstar Red
- Empire
- Enterprise
- Evereste
- Excel
- Fantazja
- Florina
- Free Redstar
- Freedom
- Fuji
- Fuji IP
- Fuji Kiku Fubrax
- Gala
- Gala Brookfield
- Gala Brookfield Baigent
- Gala Dark Ann
- Gala Mitchgla
- Gala Mondial
- Gala Must
- Gala Royal
- Gala Schniga
- Gala Schniga Schnico
- Gala Schniga Schnico Red
- Gala Weronica
- Galaval
- Geneva Early
- Glosan
- Gloster
- Gold Bohemia
- Gold Milenium
- Golden Delicious
- Golden Delicious Kloon B
- Golden Delicious Reinders
- Golden Delicious Smoothee
- Golden Dream
- Golden Gem
- Golden Parsi Da Rosa
- Grafsztynek
- Granny Smith
- Hana
- Honeycrisp
- Honeygold
- Idared
- Idaredest
- James Grieve
- Jeromine
- Jerseymac
- Jester
- Jonagold
- Jonagold Boerekamp
- Jonagold Decosta
- Jonagold Navajo
- Jonagold Rooja
- Jonagored
- Jonagored Supra
- Jonaprince Wilton’s Red
(Red Prince)
- Jonaprince Wilton's Red Star
- Jonica
- Julia
- July Red
- Katja
- Kiku
- King Roat Red Delicious
- Koksa Pomarańczowa
- Kosztela
- Kronselska
- Książę Albrecht Pruski
- Księżna Luiza
- Lafayette
- Landsberska
- Ligol
- Ligol Red
- Ligol Redspur
- Ligol Spur
- Ligolina
- Lired
- Lobo
- Lodel
- Malinowa Oberlandzka
- McIntosh
- Melfree
- Melrose
- Miodzianka
- Mitchgla
- Muna
- Mutsu
- Mutsu NK
- Najdared
- Natali Gala
- Novamac
- Papierówka (Oliwka Żółta)
- Paulared
- Pilot
- Pinova
- Piros
- Primula
- Rajka
- Redcord
- Redkroft
- Reneta
- Reneta Landsberska
- Reneta Simirenki
- Reneta Szara
- Reneta Złota (Królowa Renet)
- Rubin
- Rubinola
- Rubinstar
- Rubinstep
- Sander
- Santana
- Sawa
- Sentinel Red
- Smalcówka
- Spartan
- Starking
- Summerred
- Szampion
- Szampion Arno
- Szampion Red
- Szampion Reno
- Titówka
- Topaz
- Topaz Red
- Topaz Red Interstam
- Trinity
- Vikto Red
- Witos
- Yarlington Mill
- Zuzi Gala
- Zuzi Gala Selekt
- Zuzi Red